# Santa Inês Fora das Muralhas (título cardinalício)
O título cardinalício de Santa Inês Fora das Muralhas foi instituído pelo Papa Inocêncio X em 5 de outubro de 1654. O título viria a substituir ao de Santa Inês em Agonia, suprimida por razões familiares.
A Basílica de Santa Inês fora dos Muros, que é gravada na Liber Pontificalis entre aquelas de fundação constantiniana, é mencionada nas biografias dos Papas Libério, Inocêncio I, Bonifácio I e Leão III, dependia da "Vestinae titulus" e era governada por um mosteiro feminino. Em 1480, o Papa Sisto IV substituiu as freiras por frades de Santo Ambrósio à Nemus, de Milão, que, por sua vez, em 1489, foram substituídos pelo Papa Inocêncio VIII por Cônegos Regulares Lateranenses. A Basílica dependia da Arquibasílica Patriarcal dos Lateranenses. Desde a Renascença, em 21 de janeiro de cada ano, a Basílica de Santa Inês fora dos Muros, é feita uma oferenda de dois cordeiros brancos, criados pelos padres do mosteiro trapista da Abadia de Tre Fontane e abençoada pelo Abade Geral dos Cônegos Regulares Lateranenses no altar da arquibasílica. No mesmo dia, os cordeiros brancos são oferecidos ao Papa em reconhecimento à admiração ao Papa. Com sua lã são feitos os pálios sagrados.

## Titulares protetores
- Baccio Aldobrandini (1654-1658)
- Girolamo Farnese (1658-1668)
- Vitaliano Visconti (1669-1671)
- Federico IV Borromeo (1672-1673)
- Vacante (1673-1690)
- Toussaint de Forbin-Janson (1690-1693)
- Giambattista Spinola (1696-1698)
- Vacante (1698-1706)
- Rannuzio Pallavicino (1706-1712)
- Vacante (1712-1721)
- Giorgio Spinola (1721-1734)
- Serafino Cenci (1735-1740)
- Filippo Maria de Monti (1743-1747)
- Frédéric-Jérôme de la Rochefoucauld de Roye (1747-1757)
- Étienne-René Potier de Gesvres (1758-1774)
- Vacante (1774-1778)
- Luigi Valenti Gonzaga (1778-1790)
- Vacante (1790-1802)
- Giuseppe Spina (1802-1820)
- Dionisio Bardaxí y Azara (1822-1826)
- Ignazio Nasalli-Ratti (1827-1831)
- Filippo Giudice Caracciolo, C.O. (1833-1844)
- Hugues-Robert-Jean-Charles de la Tour d'Auvergne-Lauragais (1846-1851)
- Gerolamo Marquese d'Andrea (1852-1860); in commendam (1860-1868)
- Lorenzo Barili (1868-1875)
- Pietro Giannelli (1875-1881)
- Charles-Martial-Allemand Lavigerie (1882-1892)
- Georg von Kopp (1893-1914)
- Károly Hornig (1914-1917)
- Adolf Bertram (1919-1945)
- Samuel Alphonsus Stritch (1946-1958)
- Carlo Confalonieri (1958-1972)
- Louis-Jean-Frédéric Guyot (1973-1988)
- Camillo Ruini (1991-)